# Daragh O’Malley
Daragh O’Malley (* 25. Mai 1954 in Dublin) ist ein irischer Schauspieler.

## Leben und Karriere
Daragh O’Malley ist der Sohn des bekannten irischen Politikers Donogh O’Malley, der starb, als Daragh 13 Jahre alt war. Er sollte seinen Vater 2019 auch in einem Werbespot für die Allianz-Versicherung spielen. Als Jugendlicher besuchte er das von den Karmeliten betriebene Terenure College nahe Dublin und studierte später Schauspiel an der London Academy of Music and Dramatic Art. Ab Mitte der 1970er-Jahre übernahm O’Malley neben Theaterauftritten auch Rollen in Kinofilmen wie Rififi am Karfreitag oder Withnail & I, die aber zunächst eher kleiner Natur waren. Hinzu kamen viele Rollen im britischen und irischen Fernsehen.
Einem breiteren Publikum wurde O’Malley ab 1993 durch die insgesamt 16 Fernsehfilme umfassende Reihe Die Scharfschützen (Sharpe) bekannt, in der er die Rolle des in den napoleonischen Kriegen kämpfenden Soldaten Patrick Harper spielte. Er war neben Sean Bean, der die Hauptrolle des Sharpe spielte und als dessen Sidekick die Figur des Harper funktionierte, der einzige Darsteller, der an allen 16 Filmen der Reihe mitwirkte. Daneben spielte O’Malley in weiteren größeren Fernsehproduktionen wie Cleopatra, Vendetta – Das Gesetz der Gewalt, Longitude – Der Längengrad und Camelot. In den 2010er-Jahren konzentrierte er sich wieder vermehrt auf Theaterrollen. Unter anderem seine Darstellungen von Iwan in Maxim Gorkis Die Letzten und Big Daddy in Die Katze auf dem heißen Blechdach brachten ihm Nominierungen und Auszeichnungen für Theaterpreise ein.
Im Jahr 2011 lebte er mit seiner Ehefrau Gabrielle in seiner Wahlheimat Portugal.

## Filmografie (Auswahl)
- 1975: The Whip Hand (Fernsehfilm)
- 1980: Rififi am Karfreitag (The Long Good Friday)
- 1983: Die unglaublichen Geschichten von Roald Dahl (Tales of the Unexspected; Fernsehserie, Folge The Wrong 'Un)
- 1984: Cal
- 1985: Wettlauf zum Pol (The Last Place on Earth; Fernseh-Miniserie, 5 Folgen)
- 1987: Withnail & I (Withnail and I)
- 1987: Truckers (Fernsehserie, 8 Folgen)
- 1993–2008: Die Scharfschützen (Sharpe; Fernsehfilm-Reihe, 16 Filme)
- 1994: Texas – Kampf um die Freiheit (Texas, Fernsehfilm)
- 1995: Die Piratenbraut (Cuttroath Island)
- 1999: Cleopatra (Fernseh-Miniserie)
- 1999: Vendetta – Das Gesetz der Gewalt (Vendetta, Fernsehfilm)
- 2000: Longitude – Der Längengrad (Longitude, Fernsehfilm)
- 2001: Bombenleger (The Bombmaker; Fernsehfilm)
- 2001–2002: On Home Ground (Fernsehserie, 11 Folgen)
- 2002: Puckoon
- 2004: Silent Witness (Fernsehserie, Doppelfolge A Time to Heal)
- 2005: Hautnah – Die Methode Hill (Wire in the Blood; Fernsehserie, Folge Bad Seed)
- 2007: Waking the Dead – Im Auftrag der Toten (Walking the Dead; Fernsehserie, Doppelfolge Wren Boys)
- 2011: Camelot (Fernsehserie, 2 Folgen)
- 2014: The Jigsaw (Kurzfilm)
- 2015: Vera – Ein ganz spezieller Fall (Vera; Fernsehserie, Folge Old Wounds)